# San Vito di Cadore
San Vito di Cadore (venetisch San Vito de Cador, ladinisch San Vido) ist eine italienische Gemeinde (comune) mit 1933 Einwohnern (Stand 31. Dezember 2023) in der Provinz Belluno, Region Venetien

## Geographie
Die Gemeinde liegt südlich von Cortina d’Ampezzo im Valle del Boite am gleichnamigen Fluss und westlich des Antelao. Durch den Ort verläuft der Dolomiten-Höhenweg Nr. 3.

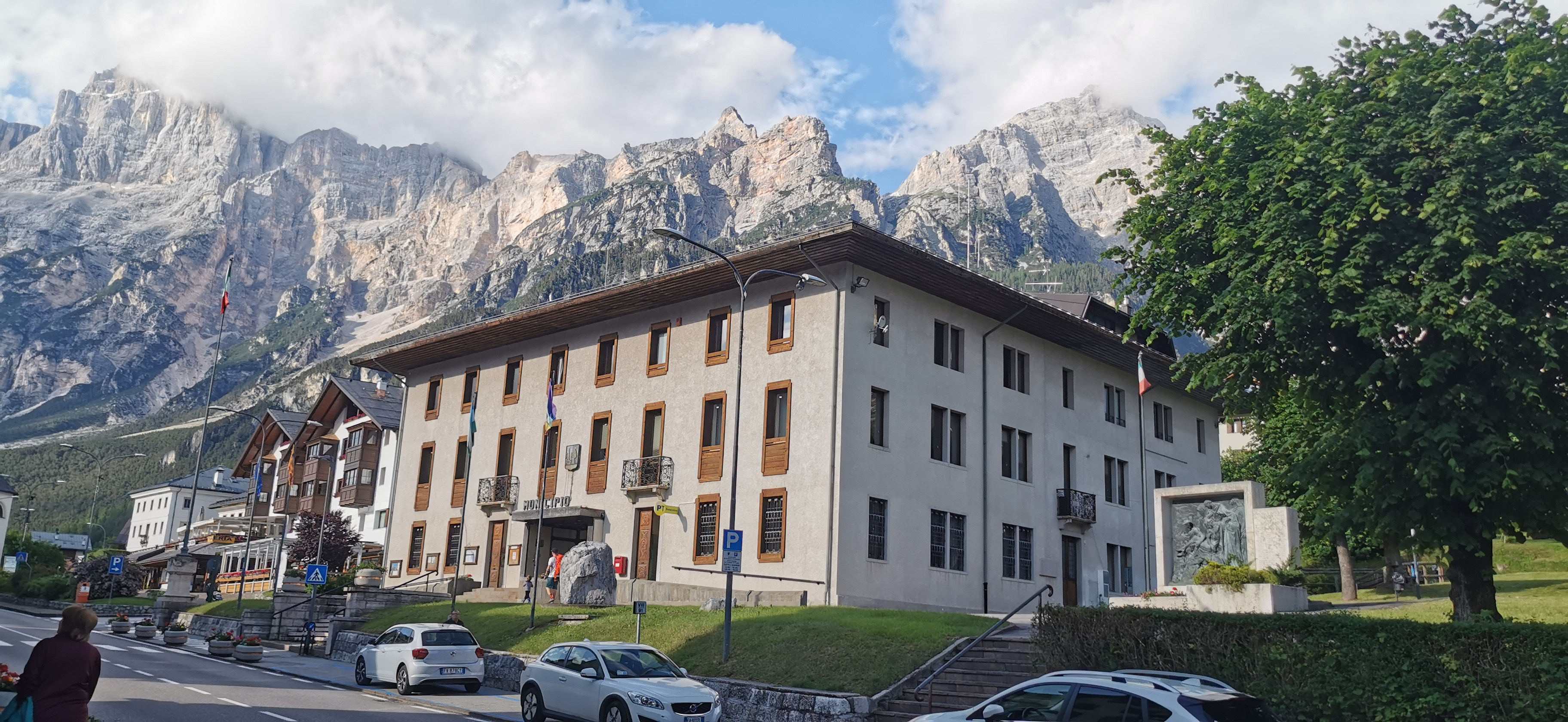
Rathaus

Die Nachbargemeinden sind Auronzo di Cadore, Borca di Cadore, Calalzo di Cadore, Colle Santa Lucia, Cortina d’Ampezzo, Selva di Cadore und Vodo di Cadore.

## Skigebiet
Direkt am Ort befindet sich ein kleines Skigebiet mit etwa 10 km Abfahrten. Zusammen mit den Skigebieten in Cortina d’Ampezzo, Auronzo und Misurina bildet es den Skiverbund Dolomiti Superski, welches einer der größten Skigebiete der Welt darstellt.

## Verkehr
Bis 1964 hatte der Ort einen Bahnhof an der Dolomitenbahn. Heute ist der nahegelegenste Bahnhof 20 km entfernt in Calalzo di Cadore an der Bahnstrecke Belluno–Calalzo. Auf der Trasse der Dolomitenbahn wurde ein Radweg angelegt und Busse übernehmen heute den Personentransport.